# (12042) Laques
(12042) Laques (1997 FC) – planetoida z pasa głównego asteroid okrążająca Słońce w ciągu 5,19 lat w średniej odległości 3 j.a. Odkryta 17 marca 1997 roku.